# Чемпионат Перу по футболу
Чемпионат Перу по футболу (исп. Primera División del Perú) — соревнование ведущих клубов Перу по футболу, в котором выявляется чемпион страны и участники международных клубных соревнований.
Футбольный сезон в Перу совпадает с календарным годом. Начинается обычно в конце февраля или начале марта, заканчивается в декабре. За год определяется один чемпион, в отличие от многих других стран Латинской Америки, где стадии/круги в сезоне (Апертура и Клаусура) считаются отдельными чемпионатами, как и в Перу до 2008 года.

## История
Первый официальный чемпионат Перу (под эгидой Федерации футбола страны) состоялся в 1928 году, чемпионом стал столичный клуб «Альянса Лима». Чемпионаты 1926 (чемпион — «Спорт Прогресо») и 1927 годов (та же «Альянса Лима») ещё не имели официального статуса, однако на официальном сайте Федерации футбола Перу говорится о том, что именно в 1926 году был проведён первый турнир для составления сборной для поездки на чемпионат Южной Америки. Также в 1912—1921 годах проходили соревнования в любительской Лиге Перу под эгидой Лиги перуанского футбола (Liga Peruana de Fútbol), которая была предшественником Федерации футбола Перу, основанной в 1922 году.
С 1941 года соревнование перешло в ведение Федерации футбола Перу. Профессионализм введён в 1951 году. В 1966 году был введён чемпионат Дессентралисадо, то есть к участию в лиге были допущены клубы со всей страны.
Традиционно, сильнейшие команды страны базируются в столице страны — Лиме. Однако в начале XXI века была очень сильна команда из Куско — «Сьенсиано», которая хотя не становилась чемпионом Перу (многократно занимая вторые места), выиграла единственный для страны международный трофей — Южноамериканский кубок в 2003 году.
Квалификация в Примеру происходит по необычной системе. Места двух слабейших команд по итогам сезона занимают победители двух независимых турниров — чемпион Второго дивизиона (Сегунды), а также обладатель Кубка Перу, в котором выступают чемпионы любительских муниципальных лиг. Причём, команда, уступившая в финале Кубка Перу, повышается во Второй дивизион.

## Правила проведения
Чемпионат Перу по футболу среди команд Примеры проводится ежегодно, розыгрыши всех стадий первенства укладываются в один календарный год. В 2020 году число команд Примеры увеличится с 18 до 20.
Турнир состоит из трёх частей:
- Апертура: состоит из 19 туров
- Клаусура: состоит из 19 туров
- Финальный этап: состоит из 2 финальных матчей, при необходимости также играется полуфинал с участием команды, набравшей наибольшее число очков, но не выигравшей ни Апертуру, ни Клаусуру

### Апертура и Клаусура
На первых двух этапах проводится двухкруговой турнир. Положение в общей таблице определяется по сумме очков, набранных по следующим правилам:
- За победу присуждается три очка.
- За ничью присуждается одно очко.
- За поражение присуждается ноль очков.

В этом этапе участвуют 20 клубов Примеры, которые играют друг с другом по 19 туров в Апертуре и Клаусуре. Единственным отличием от обычной европейской системы является то, что в случае равенства очков по окончании Апертуры (условного «первого круга») или Клаусуры («второго круга») назначается «золотой матч», поскольку победитель этапа получает путёвку в финал.

### Финальный этап
Если одна команда выиграет как Апертуру, так и Клаусуру, она объявляется чемпионом Перу. Если это сделали разные команды, то они играет в двухматчевом финале (дома и в гостях) за титул. В том случае, если третья команда набрала наибольшее число очков за два этапа, не выиграв ни одного из них, то эта команда играет в полуфинале с победителем одного из этапов, набравшим меньшее количество очков, а победитель этапа, набравший больше очков, автоматически отправляется в финал. Данная ситуация получилась, в частности, в 2019 году.

### Национальные кубки
Главным национальным футбольным кубком в Перу был трофей под названием «Кубок Инков», образованный в 2011 году. В этом кубке принимали участие 32 команды: 16 клубов Примеры и 14 клубов Сегунды, а также два клуба-полуфиналиста Кубка Перу, не выступающие ни в Примере, ни в Сегунде. Победитель розыгрыша играет с чемпионом Перу. Трофей также разыгрывался в 2014 и 2015 годах, но в последующие годы не проводился.
Турнир под названием Кубок Перу — это, фактически, аналог Второго дивизиона. В перуанскую Примеру, как правило, попадают два новичка — как раз обладатель Кубка Перу, а также победитель Второго дивизиона.

### Континентальные кубки
Первые две команды получают места в групповом этапе Кубке Либертадорес, третья отправляется во Второй отборочный этап, четвёртая — в Первый отборочный этап. Следующие три команды чемпионата принимают участие в Южноамериканском кубке.

## Состав Примеры в сезоне 2022
В 2020 году число участников Примеры увелилось с 18 до 20. В 2021 году число участников вновь сократилось до 18.
| Клуб                      | Город           | Стадион                | Вместимость | Место в 2021                                 |
| ------------------------- | --------------- | ---------------------- | ----------- | -------------------------------------------- |
| АДТ                       | Тарма           | Унион Тарма            | 9000        | Обладатель Кубка Перу                        |
| Академия Кантолао         | Кальяо          | Барранка               | 10000       | 13-е                                         |
| Альянса Атлетико          | Сульяна         | Чемпионы 36            | 25000       | 15-е                                         |
| Альянса Лима              | Лима            | Алехандро Вильянуэва   | 35000       | 1-е                                          |
| Атлетико Грау             | Пьюра           | Мигель Грау            | 25000       | 1-е во Втором дивизионе                      |
| Аякучо                    | Ика             | Хосе Пикассо Ператта   | 15000       | 8-е                                          |
| Депортиво Мунисипаль      | Лима            | Иван Элиас Морено      | 12000       | 12-е                                         |
| Карлос Маннуччи           | Трухильо        | Мансиче                | 27000       | 9-е                                          |
| Карлос Стейн              | Ламбаеке        | Сесар Флорес Маригорда | 7000        | 2-е во Втором дивизионе, победитель плей-офф |
| Кахамарка                 | Кахамарка       | Эроэс де Сан-Рамон     | 18000       | 10-е                                         |
| Куско                     | Куско / Сикуани | Тупак Амару            | 15230       | 14-е                                         |
| ФБК Мельгар               | Арекипа         | Мариано Мельгар        | 20000       | 5-е                                          |
| Спорт Бойз                | Кальяо          | Мигель Грау            | 17000       | 7-е                                          |
| Спорт Уанкайо             | Уанкайо         | Уанкайо                | 20000       | 11-е                                         |
| Спортинг Кристал          | Лима            | Сан-Мартин де Поррес   | 18000       | 2-е                                          |
| Сьенсиано                 | Куско           | Гарсиласо де ла Вега   | 42056       | 6-е                                          |
| Универсидад Сесар Вальехо | Трухильо        | Мансиче                | 27000       | 4-е                                          |
| Университарио             | Лима            | Монументаль У          | 80093       | 3-е                                          |

## Список чемпионов
Любительские чемпионаты (Лига Лимы и Кальяо)
- 1926 Спорт Прогресо
- 1927 Альянса Лима
- 1928 Альянса Лима
- 1929 Университарио
- 1930 Атлетико Чалако
- 1931 Альянса Лима
- 1932 Альянса Лима
- 1933 Альянса Лима
- 1934 Университарио
- 1935 Спорт Бойз
- 1936 Не проводился
- 1937 Спорт Бойз
- 1938 Депортиво Мунисипаль
- 1939 Университарио
- 1940 Депортиво Мунисипаль
- 1941 Университарио
- 1942 Спорт Бойз
- 1943 Депортиво Мунисипаль
- 1944 Сукре ФБК
- 1945 Университарио
- 1946 Университарио
- 1947 Атлетико Чалако
- 1948 Альянса Лима
- 1949 Университарио
- 1950 Депортиво Мунисипаль

Профессиональные чемпионаты (Главная лига Лимы и Кальяо)
- 1951 Спорт Бойз
- 1952 Альянса Лима
- 1953 Сукре ФБК
- 1954 Альянса Лима
- 1955 Альянса Лима
- 1956 Спортинг Кристал
- 1957 Сентро Икеньо
- 1958 Спорт Бойз
- 1959 Университарио
- 1960 Университарио
- 1961 Спортинг Кристал
- 1962 Альянса Лима
- 1963 Альянса Лима
- 1964 Университарио
- 1965 Альянса Лима

Чемпионат Дессентралисадо
- 1966 Университарио
- 1967 Университарио
- 1968 Спортинг Кристал
- 1969 Университарио
- 1970 Спортинг Кристал
- 1971 Университарио
- 1972 Спортинг Кристал
- 1973 Дефенсор
- 1974 Университарио
- 1975 Альянса Лима
- 1976 Унион Уараль
- 1977 Альянса Лима
- 1978 Альянса Лима
- 1979 Спортинг Кристал
- 1980 Спортинг Кристал
- 1981 Мельгар ФБК
- 1982 Университарио
- 1983 Спортинг Кристал
- 1984 Спорт Бойз
- 1985 Университарио
- 1986 Колехио Сан-Агустин
- 1987 Университарио
- 1988 Спортинг Кристал
- 1989 Унион Уараль
- 1990 Университарио
- 1991 Спортинг Кристал
- 1992 Университарио
- 1993 Университарио
- 1994 Спортинг Кристал
- 1995 Спортинг Кристал
- 1996 Спортинг Кристал
- 1997 Альянса Лима
- 1998 Университарио
- 1999 Университарио
- 2000 Университарио
- 2001 Альянса Лима
- 2002 Спортинг Кристал
- 2003 Альянса Лима
- 2004 Альянса Лима
- 2005 Спортинг Кристал
- 2006 Альянса Лима
- 2007 Универсидад Сан-Мартин
- 2008 Универсидад Сан-Мартин
- 2009 Университарио
- 2010 Универсидад Сан-Мартин
- 2011 Хуан Аурич
- 2012 Спортинг Кристал
- 2013 Университарио
- 2014 Спортинг Кристал
- 2015 Мельгар
- 2016 Спортинг Кристал
- 2017 Альянса Лима
- 2018 Спортинг Кристал

Лига 1
- 2019 Депортиво Бинасьональ
- 2020 Спортинг Кристал
- 2021 Альянса Лима
- 2022 Альянса Лима

## Титулы
1. Университарио (Лима) — 26
2. Альянса Лима — 22
3. Спортинг Кристал (Лима) — 20
4. Спорт Бойз (Лима) — 6
5. Депортиво Мунисипаль (Лима) — 4
6. Универсидад Сан-Мартин де Поррес (Лима) — 3
7. Мельгар (Арекипа) — 2
8. Унион Уараль (Уараль) — 2
9. Марискаль Сукре — 2
10. Атлетико Чалако (Кальяо) — 2
11. Хуан Аурич — 1
12. Колехио Сан-Агустин — 1
13. Дефенсор Лима 1
14. Сентро Икеньо — 1
15. Спорт Прогресо — 1
16. Депортиво Бинасьональ — 1